# Charles III. (Rouen)
Charles III. de Bourbon (eigentlich Charles bâtard de Bourbon oder Charles, Bâtard de Vendôme; * 1554; † 15. Juni 1610 im Kloster Marmoutier) war ein französischer Kleriker am Ende des 16. Jahrhunderts. Er war von 1597 bis 1604 Erzbischof von Rouen.
Er ist zu unterscheiden von Charles III. de Bourbon-Montpensier, der von 1521 bis 1523 Herzog von Bourbon und Auvergne war.

## Leben
Charles III. de Bourbon war ein unehelicher Sohn von Antoine de Bourbon, König von Navarra, und Louise de La Béraudière du Rouhet, d. h. ein Halbbruder von König Heinrich IV. von Frankreich.
Am 13. März 1569 geriet er in der Schlacht bei Jarnac in Gefangenschaft. Später im gleichen Jahr wurde er – im Alter von 15 Jahren – Bischof von Comminges; das Amt gab er 1579 auf. 1590 wurde er Bischof von Lectoure, dieses Amt gab er 1594 auf – in beiden Ämtern war er mehr ein Kommendatar-Administrator als ein echter Bischof, und er versuchte, im Gegensatz zu seinen beiden gleichnamigen Vorgängern, nicht, in das politische oder religiöse Leben einzugreifen. Sein Halbbruder Heinrich IV. wollte ihn 1591 als Erzbischof von Reims etablieren, konnte aber den Guise nicht die Kontrolle über dieses kirchliche Benefiziat entreißen.
Nachdem der Dichter Philippe Desportes den erzbischöflichen Stuhl in Rouen abgelehnt hatte, wurde Charles de Bourbon ausgesucht, eilig zum Priester geweiht, am 26. März 1597 zum Erzbischof von Rouen ernannt und am 29. Dezember 1597 zum Bischof geweiht. Er behielt diese Position, bis er am 1. Dezember 1604 zugunsten Kardinal Joyeuse zurücktrat, ohne sich in seiner Amtszeit besonders für seine Erzdiözese interessiert zu haben. Er war anschließend bis zu seinem Tod Abt von Marmoutier bei Tours, wo er am 15. Juni 1610 starb und auch bestattet wurde.
Im Auftrag Heinrichs IV. schloss er am 31. Januar 1599 in Schloss Saint-Germain-en-Laye die Ehe seiner Halbschwester Catherine de Bourbon mit Herzog Heinrich II., dem späteren Herzog von Lothringen und Bar; nachdem er kurz vorgeschlagen hatte, die Zeremonie privat im Arbeitszimmer des Königs abzuhalten, führte Charles, der überstimmt wurde, die Zeremonie dann doch wie vorgesehen durch. Im gleichen Jahr wurde er zum Kanzler und Siegelbewahrer im Orden vom Heiligen Geist ernannt; diese Position gab er 1606 auf.